# Helictopleurus viridans
Helictopleurus viridans är en skalbaggsart som beskrevs av Leon Fairmaire 1901. Helictopleurus viridans ingår i släktet Helictopleurus och familjen bladhorningar. Utöver nominatformen finns också underarten H. v. pseudoviridans.